# براندون مورر
براندون مورر (بالإنجليزية: Brandon Maurer)‏ هو لاعب كرة قاعدة أمريكي، ولد في 3 يوليو 1990 في كوستا ميسا في الولايات المتحدة.

## وصلات خارجية
- براندون مورر على موقع دوري كرة القاعدة الرئيسي (الإنجليزية)
- براندون مورر على موقع دوري أستراليا لكرة القاعدة (الإنجليزية)
- براندون مورر على موقعبيزبول رفرنس.كوم (الدوري الرئيسي) (الإنجليزية)
- براندون مورر على موقعبيزبول رفرنس.كوم (الدوري الثانوي) (الإنجليزية)
- براندون مورر على موقع إي إس بي إن.كوم (أم.أل.بي) (الإنجليزية)
- براندون مورر على موقع مشجعي الرسوم البيانية (الإنجليزية)